# Sundsvallsbron
Sundsvallsbron är en högbro över Sundsvallsfjärden. Den är en del av en 2 mil lång E4-motorväg som åren 2011 till 2014 uppfördes inom Projekt E4-Sundsvall. Bron är 2109 meter lång inklusive anslutningar (1420 meter mellan brons landfästen). Detta gör den till Sveriges fjärde längsta bro, näst längsta vägbro och längsta motorvägsbro (enligt dåvarande Trafikverket, som då exkluderade Öresundsförbindelsens svenska sida). Segelfri höjd är 33 meter.
Bron invigdes för trafik den 18 december 2014 och har kostat cirka 1,9 miljarder kronor. Byggstart var i april 2012 då grundläggningsarbetet inleddes.
Bron kortar E4:ans körsträcka kring Sundsvallsbukten (mellan brofästena) med 2,3 kilometer och minskar körtiden med minst 5 minuter — mer i rusningstrafik.
Världsrekord sattes när 10 500 personer gick i världens längsta ljuståg över bron luciadagen 2014. Sundsvallsbron utsågs 2016 till bästa Europeiska brobygge i kategorin "väg- och järnvägsbroar" av European steel bridge awards. Motiveringen innefattade att bron inte dominerar fjärden men lyckas anknyta till omgivningen, samt att den byggdes på så kort tid.

## Brons konstruktion
Bron är utformad enligt det förslag som vann en arkitekttävling 1995 och ritades av danska KRAM-gruppen (akronym för de deltagande företagen KHR AS  i samarbete med Henrik Rundquist Arkitektkontor, Ramböll, Anders Nyvig AS, Møller & Grønborg, AS samt Cad-People). Arkitektgruppen kallade förslaget Dubbelkrum för att bron kröks två gånger. Ramböll var konstruktör.  Bron fick namnet Sundsvallsbron vid en namngivningsceremoni den 15 september 2013.
Bron har byggts enligt en tidigare oprövad metod för grundläggning med bärande stålspontar. Metoden föreslogs av konsortiet Joint Venture Sundsvallsbron PBM och möjliggjorde lägre anbudssumma (1 545 miljoner kronor) än de mer traditionella lösningar som föreslogs av övriga deltagare i upphandlingen. Konsortiet har haft totalentreprenad på brobygget mellan Stockvik och Skönsberg. Det leddes av danska E. Pihl & Søn, som emellertid förklarade sig i konkurs i augusti 2013. Konsortiet bestod även av österrikiska Strabag (inklusive det tyska dotterbolaget Josef Möbius Bau-GmbH), ansvarig för arbetet under vattenytan, samt av tyska Max Bögl International S.E., ansvarig för brons delar ovan vattenytan.
I mars 2015 avslöjades att den bärande stålsponten rostar avsevärt snabbare än väntat. Stålet har angripits av en järnoxiderande bakterie i släktet Gallionella som lever i Sundsvallsbukten. Stålet hade inte rostskyddsbehandlats, men måste nu skyddas. (I Norrlands kustområden förekommer dessutom järnsulfidhaltiga sediment, så kallad svartmocka, som vid oxidation ger låga pH-värden i mark och vatten, och orsakar rostangrepp om det används som byggnadsmark.)
Tre dödsolyckor inträffade under E4-bygget. Den 4 augusti 2015 rasade en 40 ton tung kontrefort (strävpelare) i betong från norra brofästet och krossade en parkerad bil.

## Projekt E4-Sundsvall

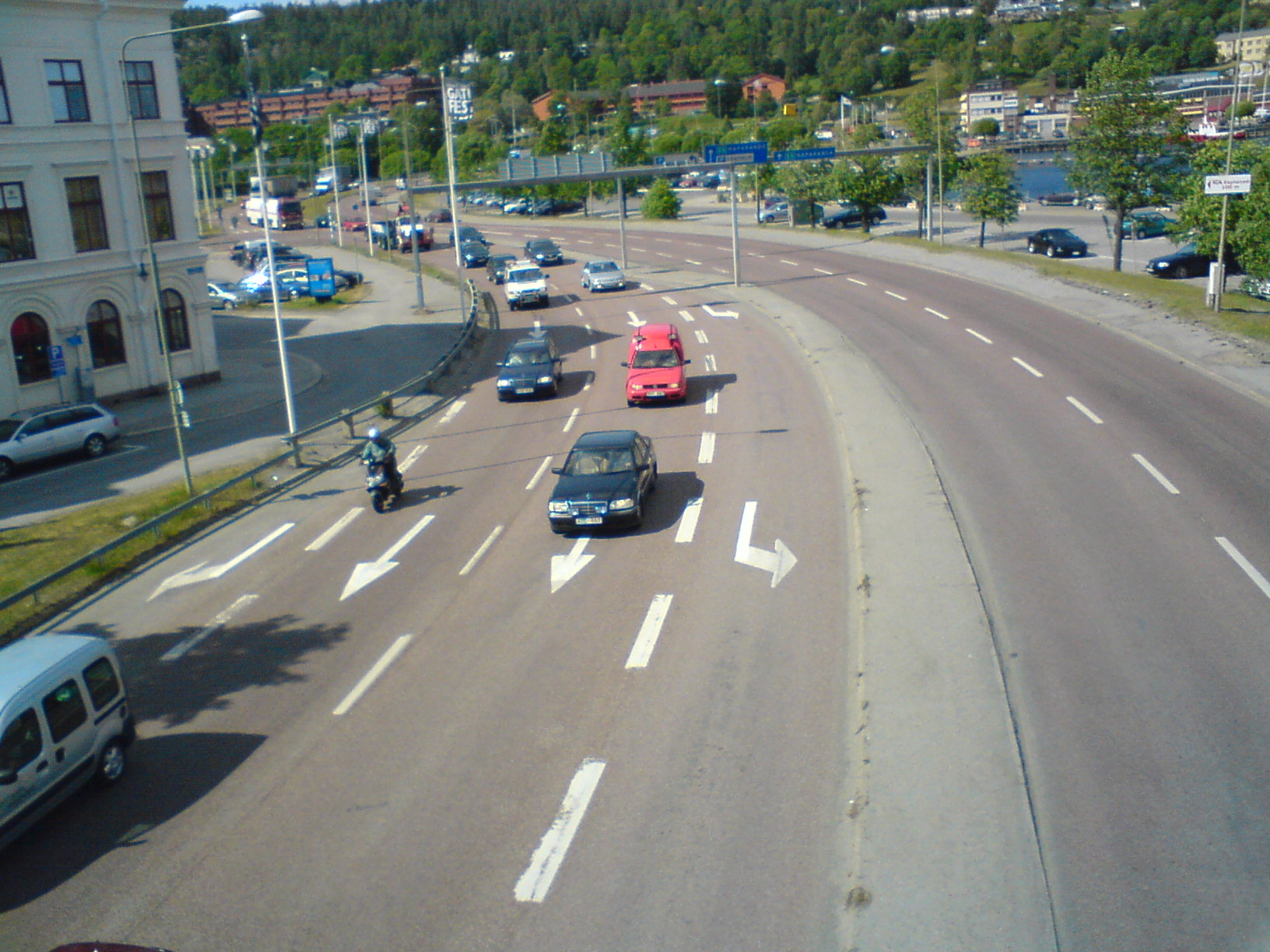
E4-sträckning gick tidigare genom tätorterna Sundsvall, Stockvik, Kvissleby och Njurundabommen, och hade 12 trafikljus och 58 plankorsningar.

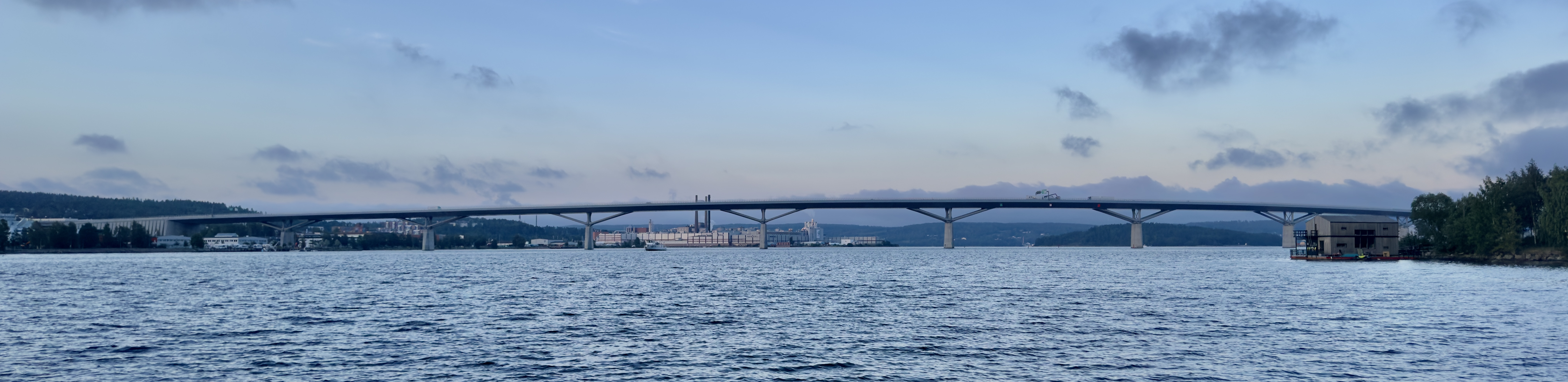
Sundsvallsbron från väster.

Bygget av bron över Sundsvallsfjärden ingick i det större motorvägsprojektet E4-Sundsvall, som omfattar 20 km ny E4-sträckning och 33 broar mellan Skönsberg och Myre i Njurunda socken. Den nya E4-sträckningen påbörjades våren 2011 och beräknades kosta totalt 4,6 miljarder kronor (prisnivå 2012). Sträckan norr om bron öppnades för trafik den 10 november 2014, och söder om bron den 16 november. 
Trafik leds numera utanför tätorterna Sundsvall, Stockvik, Kvissleby och Njurundabommen, som tidigare var E4-genomfarter, men går fortfarande genom Bredsand. Den tidigare E4-sträckan hade 12 trafikljus, medan den nya enbart har planskilda korsningar. Nya trafikplatser har anlagts i Njurundabommen, Nolby, Stockvik, Skönsmon och Skönsberg. 
Projektet har beräknats minska sträckans körtid med cirka 10 minuter i lågtrafik och med 20 minuter i rusningstrafik. Enligt prognoser skall projektet få en samhällsnytta på 200 miljoner kronor årligen. Efter brobygget förväntades cirka 10 000 fordon per dygn att köra över bron och 24 000 fordon/dygn att fortsätta köra på den gamla E4:an genom Sundsvall. Veckan innan broavgiften infördes låg trafikmängden över bron på i genomsnitt 13 000 fordon per dygn, men sjönk veckan efter till 6 000 fordon per dygn. Bron övergavs främst av regional pendeltrafik.
Syftet med projektet var att öka vägnätets kapacitet, att minska bilköerna och att leda trafik utanför tätorter. Därigenom skulle utsläppen minska i Sundsvalls centrum och trafiksäkerheten öka på den olycksdrabbade sträckan söder om Sundsvall. Syftet var vidare att undvika att farligt gods transporteras genom tätorter,  att leda trafik på längre avstånd från farliga industrier samt att minska bullernivån för boende. Ett regionalt miljömål var att senast 2015 ge upphov till hållbar regionförstoring av Sundsvallsregionen som arbetsmarknadsregion, genom snabbare och mer tillgänglig kollektivtrafik. Projektet underlättar en utbyggnad av Sundsvalls stadsbebyggelse österut, på Södra och Norra kajen, som tidigare har varit industriområden, och integration av stadskärnan med inre hamnen. 
Andra alternativ som har studerats i vägutredningar under årens lopp är bland annat en västlig Sundsvallsförbifart (vilket har förordats av Vägverket, Länsstyrelsen, Motormännens Riksförbund och Miljöpartiet), en vägtunnel under Sundsvallsfjärden, samt ombyggnad av befintlig E4 till motorväg. Sedan 1993 har emellertid kommunstyrelsen förordat en vägbro över fjärden. Även en alternativ delsträcka väster om Bredsand har undersökts. År 1968 var "Bro över Sundsvallsfjärden" ett aprilskämt i Sundsvalls tidning.
Sundsvalls kommun har stängt två av fyra filer på före detta E4 mellan Skönsberg och centrum, och planerar att bygga om hela före detta E4 från Stockvik till Skönsberg från fyrfilig väg till stadsgata och landsväg, för att på så sätt begränsa trafikmängd och hastighet genom tätorterna. Ett resecentrum planeras att byggas vid Sundsvalls centralstation.
Arkeologiska undersökningar har skett inför bygget både på Sundsvallsbuktens botten och längs vägen mot Njurunda, särskilt riksintresseområdet Kvissle-Nolby-Prästbolet som var ett maktcentrum under järnålder och medeltid. Resultat av pollenanalys visar att odling av korn och gödsling har förekommit i området sedan bronsåldern (1500 f.Kr.), trots att arkeologiska fynd hittills enbart visat jordbruksbebyggelse i Medelpad sedan förromersk järnålder (cirka 500 f.Kr).

### E4-del norr om bron

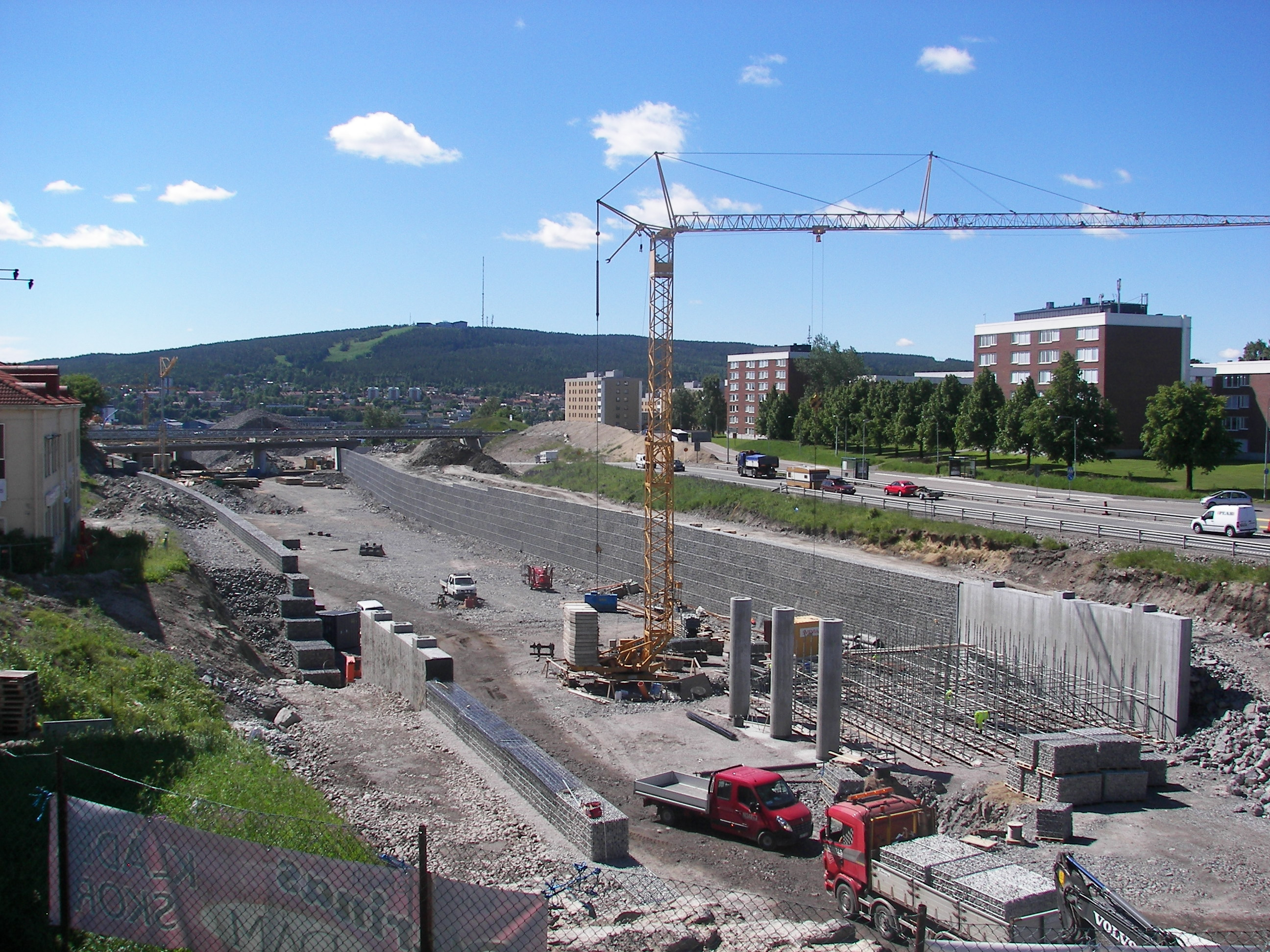
E4-bygget i Skönsberg i juni 2013 med pelarna till den nya bron mellan Skönsbergs centrum och Haga i förgrunden. I bakgrunden syns den tillfälliga bron mellan Skönsberg och Nedre Haga.

Ansvar för E4-delen Skönsberg (1 km) gavs i mars 2011 till NCC men överklagades av Svevia, som vann eftersom deras anbud var lägre. Sträckan ansluter till en 13 kilometer lång befintlig motorväg norrut mellan Skönsberg och Tallnäs i Timrå.
E4-delen genom Skönsberg sänktes upp till 6 meter och byggdes om 1 km. Grundvattennivån sänktes i Skönsberg. En bro för fordons-, gång- och cykeltrafik byggdes över E4 i Skönsbergs centrum, med anslutning till Medborgargatan respektive Trafikgatan.
Ett antal industribyggnader har rivits: Lagret 5 (Lofotohuset), Verkstaden 2 (Selecta/Honeywell), Skönsberg 1:2, ("Tegelvillan"), Skönsberg 1:18 (Ramirent), Malmen 2 (Ejes Färghus), Verkstaden 1 (Colorama) samt Skönsmon 2:101 (Läktarproffs).

### E4-del söder om bron
Den 17 km långa motorvägssträckan Myre-Stockvik har byggts av Peab AB. E4 Skönsmon och järnvägsspår har omlagts av Svevia.
Sträckan söder om Skönsmon drogs väster om Kustvägen/gamla E4:an, medan norra delen drogs öster om gamla E4:an. Projektet innebär att sträckan norr om Ljungan nu är 21,5 meter bred motorväg med mittremsa, med undantag för 700 meter genom Bredsand, som är 18,5 meter bred motorväg. De 3 södra kilometerna (mellan Myre och Åmon) är 2+1-väg med mitträcke.
En 440 meter lång fyrfilig bro har byggts över Ljungan i Njurunda. Vägen går över längre landbroar i Åmon (160 meter) och Nolby över Västbovägen (380 meter enligt ursprungliga planer), bland annat för att skydda det arkeologiska riksintresset Kvissle-Nolby-Prästbolet. Bron över Vapelbäcken är 120 meter. Elljusspåret i Njurundabommen passerar över vägen via en 15 meter bred bro.
E4-projektet omfattar även en 1,8 km ny sträckning av väg 551, Ängomsvägen, i Njurunda. En sträcka på 500 meter av Kustvägen norr om Kubal har flyttats i sidled upp till 90 meter. Ny järnvägssträckning har dragits vid Kubikenborg (1 km), och mellan Stångån och Dingersjö. Banvallen får plats för dubbelspår och blir del av Ostkustbanan.
45 privata fastigheter har lösts in och byggnaderna rivits. Vidare har gamla SCA-laboratoriet rivits.

## Broavgift
Infrastrukturavgift på 9 kronor för personbil, lätt lastbil och buss och 20 kronor för tung lastbil infördes den 1 februari 2015 och skall tas ut under 36 år framåt. Ursprungligen planerades broavgift endast för tung trafik, men för att efterleva Eurovinjettdirektivet om likabehandling av trafikslag vid tung trafik rev staten upp avtalet med kommunen. Istället har man gjort upp om fler infrastrukturinvesteringar i regionen.

## Bildgalleri

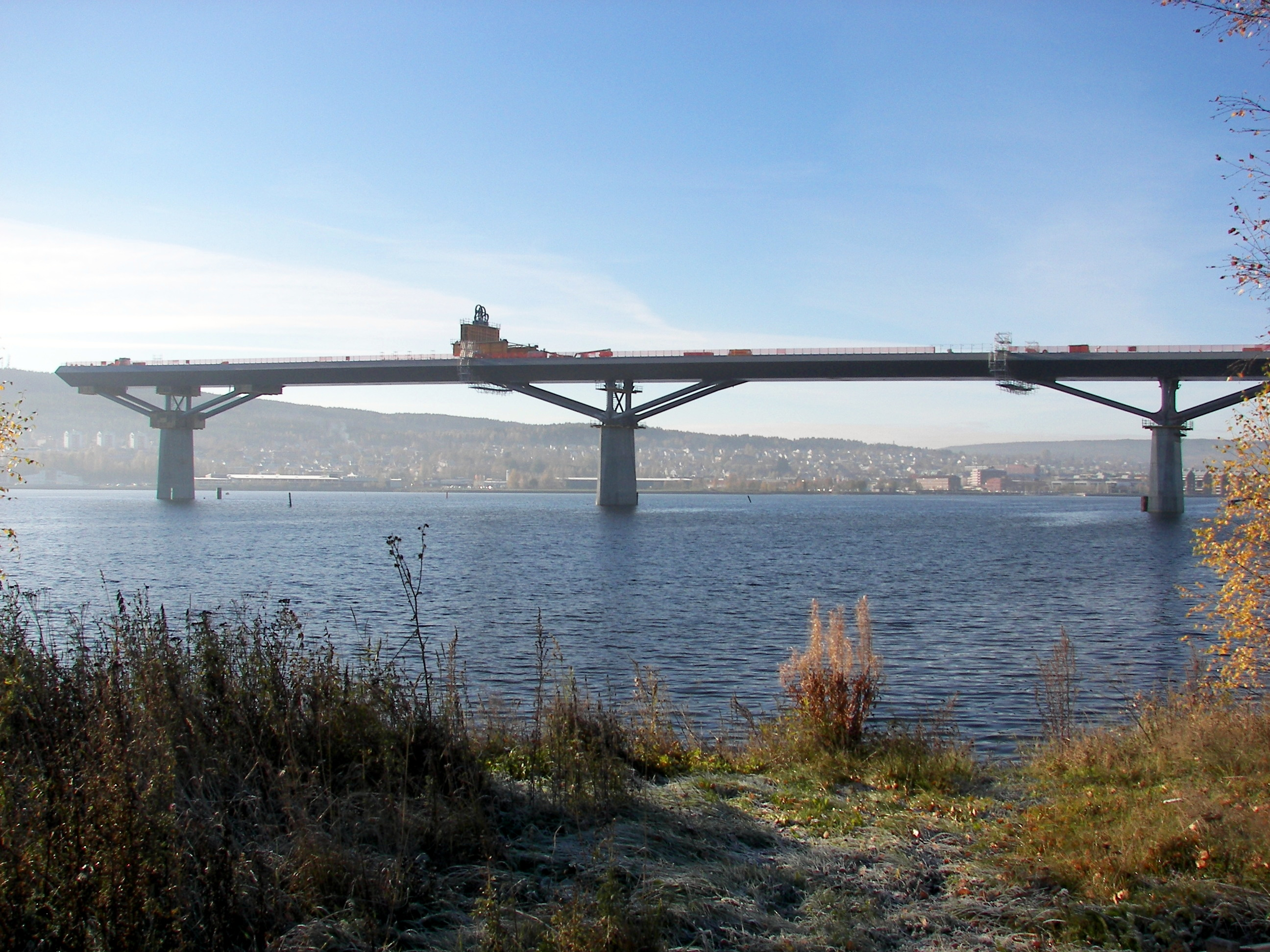
Vy från öster om Norra brofästet 2013.
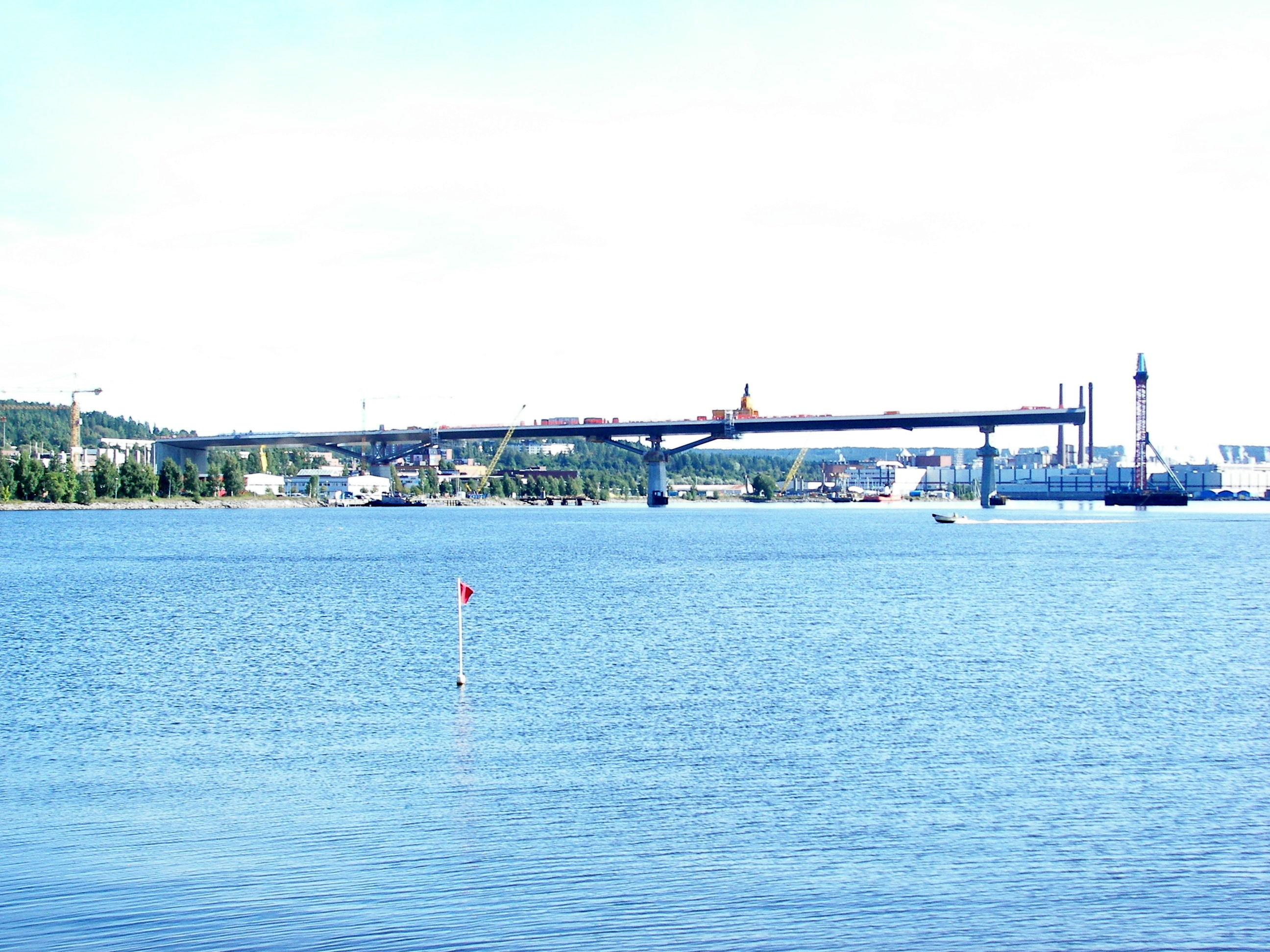
Norra brofästet i augusti 2013.
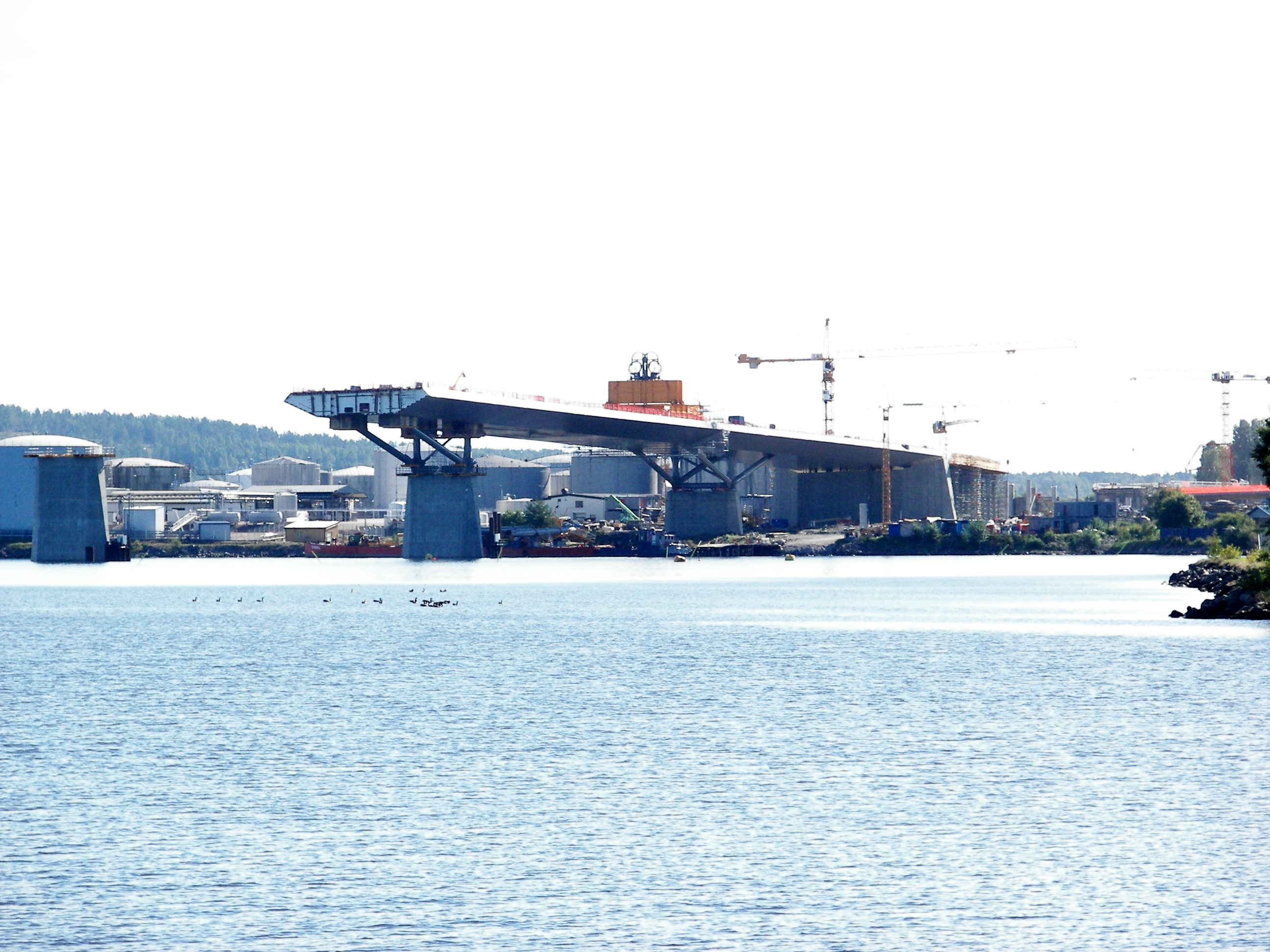
Södra brofästet i augusti 2013.